# 엠파이어 필드
엠파이어 필드(Empire Field)은 캐나다의 다목적 경기장이다. 브리티시컬럼비아주 밴쿠버에 있었던 다목적 경기장이다. 과거 CFL BC 라이온즈와 MLS 밴쿠버 화이트캡스 FC의 홈 경기장이다.